# Chánh niệm
Chánh niệm hay chính niệm (tiếng Trung: 正念, tiếng Pali: sammā-sati, tiếng Phạn: samyak-smṛti): Chánh niệm là một trong tám chi phần quan trọng của Bát chánh đạo, là sự tỉnh giác, không quên niệm, biết rõ các pháp một cách trọn vẹn, biết rõ những gì phát sanh ngay trong mỗi giây phút của hiện tại, bây giờ và ở đây. Chánh niệm là sự biết rõ (tuệ tri) được những gì đang có mặt, đang xảy ra. Trong Phật giáo Nguyên Thủy, chánh niệm là trái tim của thiền tập, là nguồn năng lượng quán chiếu không thể thiếu của một thiền giả; là cột trụ, là cốt tủy trong đạo Phật. Dù tu theo bất cứ pháp môn nào, điều tiên quyết là phải thực tập cho mình có chánh niệm. Bốn nền tảng Chánh niệm là Tứ niệm xứ.
Trước đây, pháp Chánh Niệm được cho là chưa được tu tập đúng ở Việt Nam. Vào khoảng năm 1945, Phật giáo Nguyên Thủy được thành lập ở Việt Nam thì pháp Chánh Niệm Nguyên Thủy mới được biết đến. Trước đây, Phật tử ở Việt Nam hiểu Chánh Niệm theo công thức đơn giản của chư vị thầy tổ Đại Thừa như sau: quán thân bất tịnh, quán thọ là khổ, quán tâm là vô thường, quán pháp vô ngã. Theo như vậy thì là thiếu sót ngữ nghĩa trong cách hiểu vì Thân, Thọ, Tâm, Pháp đều là pháp hữu vi và đều là Khổ, Vô Thường, Vô Ngã. Còn tính chất Bất Tịnh của Thân chỉ là một thuộc tính của Khổ. Pháp Chánh Niệm này đưa đến Tuệ Giác chứng đắc Niết Bàn cho nên cần phải thận trọng tham khảo nguyên xi lời Đức Phật được truyền thừa. Phần sau đây, sẽ dẫn ra lời giảng của Phật chép từ trong Kinh được kết tập. Với nhiều từ ngữ chuyên môn trong Kinh, cần phải thận trọng suy xét, tìm hiểu đúng đắn. Ví như thế mới có được cái hiểu đúng đắn và tu tập đúng đắn.

## Tổng quan
Trong Kinh Tứ Niệm Xứ có đoạn khẳng định tầm quan trọng của Tứ Niệm Xứ: Này các Tỷ kheo, đây là con đường, đưa đến thanh tịnh cho chúng sanh, vượt khỏi sầu bi, diệt trừ khổ ưu, thành tựu chánh lý, chứng ngộ Niết bàn. Ðó là Bốn niệm xứ.. Con đường để đạt Niết Bàn là Chánh Niệm trên 4 pháp Thân Thọ Tâm Pháp.
Như vậy, theo như giáo lý thì Chánh Niệm muốn đúng thì phải thực hiện pháp Tứ Niệm Xứ theo Kinh. Theo như một số sư Đạo Phật Nguyên Thủy, nếu không thực hiện đúng theo Kinh thì Đạo quả sẽ không đảm bảo chứng đắc vì lời của Phật dạy không nên được thiếu sót, hiểu sai. Bốn pháp cần được Chánh Niệm được Phật dạy như sau: quán thân, quán thọ, quán tâm và quán pháp.

## Quán thân
Quán thân là quán sát theo dõi hơi thở, đi đứng nằm ngồi, quán sát để thấy thân là bất tịnh (không trong sạch), quán sát tứ đại, quán sát tử thi (ở nghĩa địa, ngày xưa ở Ấn Độ người chết bị quăng thây ở nghĩa địa). Mục đích để thấy những thành phần hơi thở, oai nghi (đi đứng, nằm, ngồi) v.v... là khổ hoặc vô thường hoặc là vô ngã.

## Quán thọ
Quán thọ là quán sát những cảm thọ, cảm giác phát sanh liên tục để khám phá ra những cảm giác này cũng là khổ, vô thường, vô ngã.

## Quán tâm
Quán tâm là quán sát tâm, những trạng thái thuộc tâm (tâm sở) để thấy, biết chúng cũng là khổ, vô thường, vô ngã.

## Quán pháp
Quán pháp là quán sát các pháp trong quá trình chánh niệm, hễ pháp nào phát sanh thì quán pháp đó. Mục đích là chứng đắc Niết Bàn. Đòi hỏi phải qua cơ bản quán Thân, Thọ, Tâm trước để thuần phục, trước khi quán pháp.